# Phrurolithus concisus
Phrurolithus concisus är en spindelart som beskrevs av Willis J. Gertsch 1941. Phrurolithus concisus ingår i släktet Phrurolithus och familjen flinkspindlar. Inga underarter finns listade i Catalogue of Life.